# Estadio Yuexiushan
El estadio Yuexiushan (en chino simplificado, 越秀山体育场) es un estadio multiusos ubicado en la ciudad de Cantón, China. El estadio fue inaugurado en 1950 y cuenta con una capacidad de 35 000 asientos, sirve principalmente para la práctica del fútbol y es la sede del Guangzhou City, equipo que compite en la Superliga de China.
El estadio está localizado en el corazón de la ciudad de Cantón y posee la particularidad de estar construido en la ladera de una colina natural con forma de herradura y de poseer graderías muy empinadas con una pendiente inusitada cercana a los 45 grados. Las gradas empinadas y compactas le dan al estadio una atmósfera muy especial para presenciar cualquier evento deportivo o artístico.

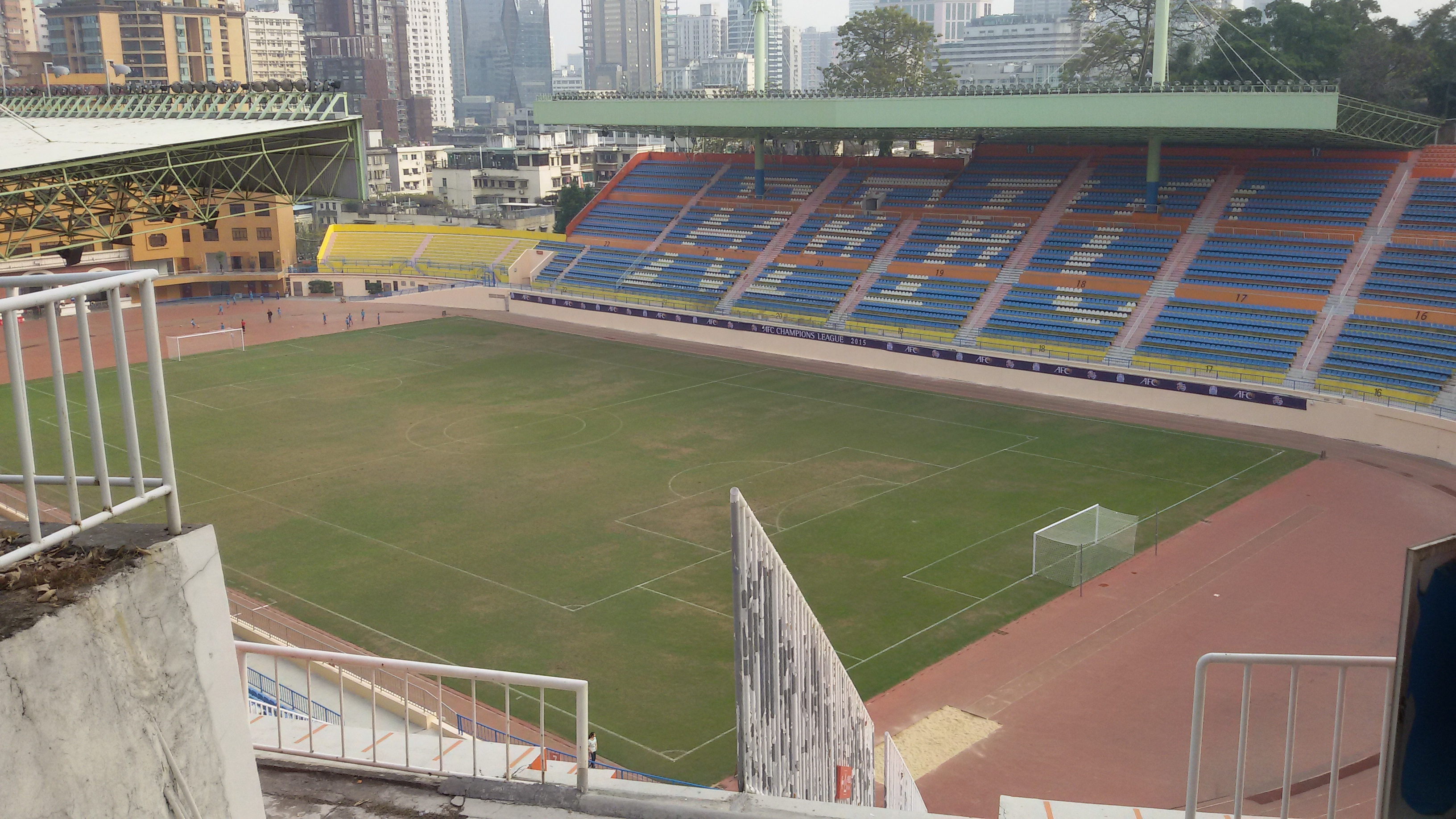
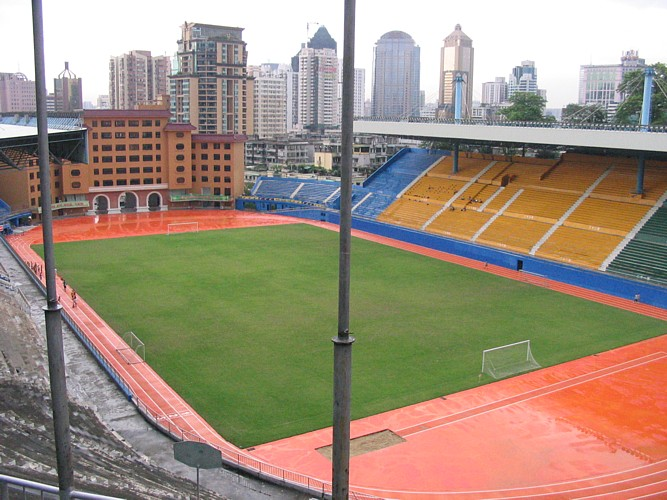